# Cathédrale Sainte-Marie d'Elphin
Cette ancienne cathédrale n’est pas la seule cathédrale Sainte-Marie.
La cathédrale Sainte-Marie d'Elphin est une ancienne cathédrale anglicane irlandaise dédiée à sainte Marie. Elle a été détruite durant un violent orage en 1957.
Elle est la cathédrale historique du diocèse d'Elphin, fusionné en 1841 avec celui de Kilmore dans le diocèse de Kilmore, Elphin et Ardagh (de la province anglicane d'Armagh).

## Situation
L'ancienne cathédrale est située à l’extrémité est de la ville. Elle est située à distance de la rue principale, dans une grande parcelle clôturée par un mur et couverte d’arbres.
La cathédrale est entourée d’un cimetière, qui existe depuis le XIIIe siècle. Les familles de l'écrivain Oliver Goldsmith et du chanteur Percy French y sont enterrées. Dix caveaux et structures sont protégées dans le site de la cathédrale.
À l'entrée du cimetière se trouve un menhir et le puits de saint Patrick. L'eau du puits alimentait autrefois un étang situé à proximité, hors de la propriété, et faisait fonctionner un moulin.

## Cathédrale
La cathédrale Sainte-Marie fut construite vers 1200. Elle était un petit édifice, de la taille d'une église paroissiale. À la Réforme anglaise, elle devint anglicane. L'abside en style néo-médiéval datait de 1872. Elle possédait à l'entrée ouest un haut clocher à base carrée.
Elle est détruite en 1960[réf. nécessaire] par un violent orage, et en 1961, le siège épiscopal est transféré à la cathédrale Sainte-Marie-et-Saint-Jean-Baptiste de Sligo. La cathédrale est partiellement démolie en 1964. Elle reste à l'abandon jusqu'à sa restauration en 1982.

## Source
- [PDF] Plan d’urbanisme d’Elphin, p. 9–10